# Pietroasa (Bihor)
Pietroasa (ungarisch Vasaskőfalva) ist eine Gemeinde im Kreis Bihor in Rumänien.

## Lage
Pietroasa liegt am Bach Crișul Pietros – einem Zufluss des Crișul Negru (Schwarze Kreisch) – am westlichen Rand des Bihor-Gebirges im Kreischgebiet. Die Kreishauptstadt Oradea befindet sich etwa 70 km nordwestlich.

## Bevölkerung
Von den etwa 3300 Einwohnern der Gemeinde leben etwa 900 im eigentlichen Dorf Pietroasa. Im Jahr 2002 bezeichneten sich hier von den damals 914 Einwohnern 913 als Rumänen. In der Gesamtgemeinde lebten 2002 insgesamt 3458 Menschen, davon 3267 Rumänen, 187 Roma, 3 Ungarn, und 1 Angehöriger einer nicht näher bezeichneten anderen Nationalität.

## Verkehr
Pietroasa liegt an der Kreisstraße (Drum județean) DJ763, die in der Nähe von Sudrigiu von der im Tal des Crișul Negru verlaufenden Nationalstraße 76 – Teil der Europastraße 79 – abzweigt. Vom Ort verkehren mehrfach täglich Busse in die nächstgelegene Stadt Beiuș sowie nach Oradea (Stand 2008). Der nächste Bahnhof liegt etwa zehn Kilometer westlich des Ortes in Sudrigiu an der Bahnstrecke Vașcau–Ciumeghiu.

## Sehenswürdigkeiten
Der bekannteste touristische Anziehungspunkt der Gemeinde ist die Tropfsteinhöhle Peștera Urșilor (etwa Bärenhöhle) in der Nähe des Gemeindeteils Chișcău.
Wenige hundert Meter entfernt befindet sich ein ethnografisches Museum.
Pietroasa ist Ausgangspunkt für Wanderungen ins Bihor-Gebirge.

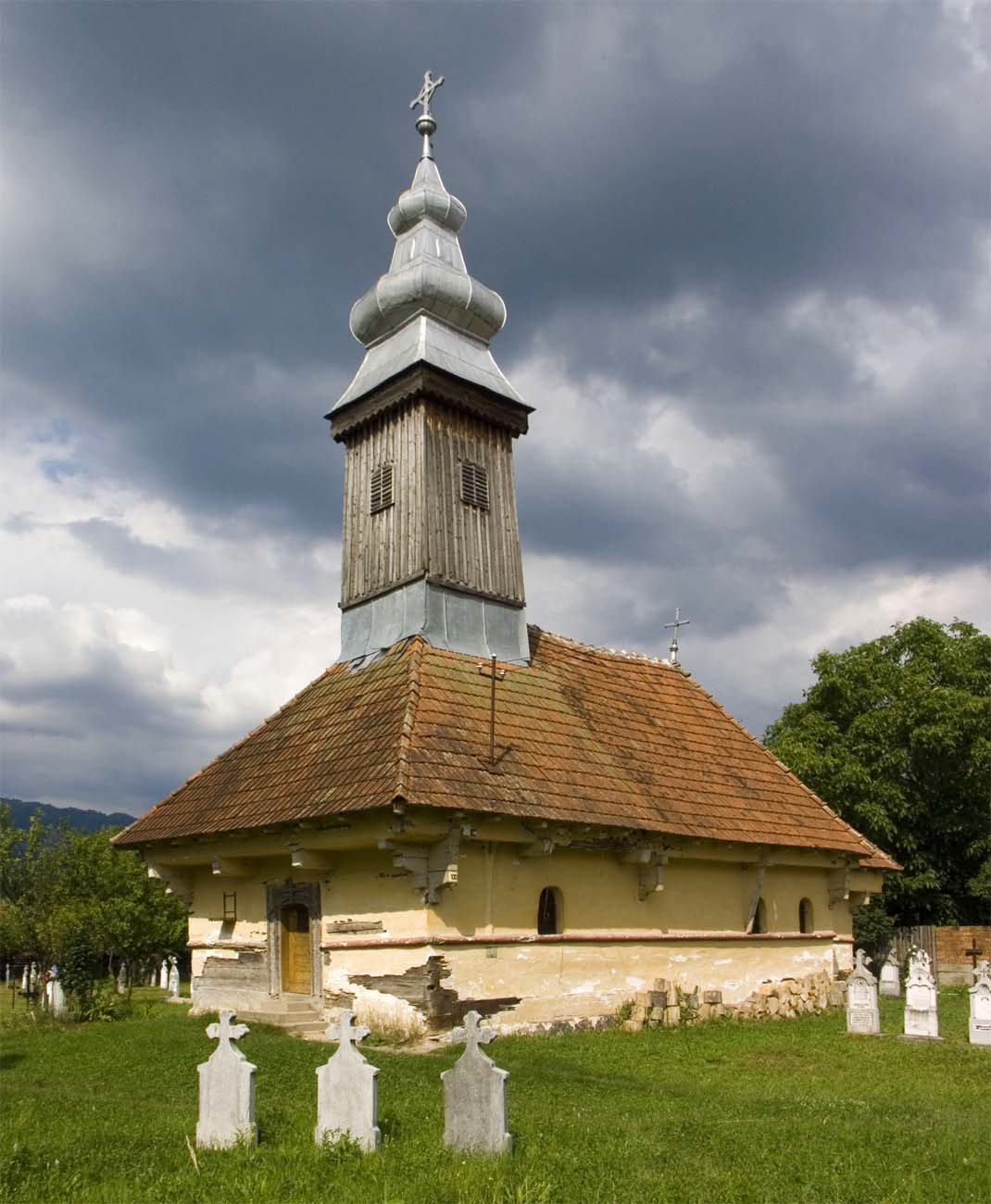
Holzkirche in Cociuba Mică
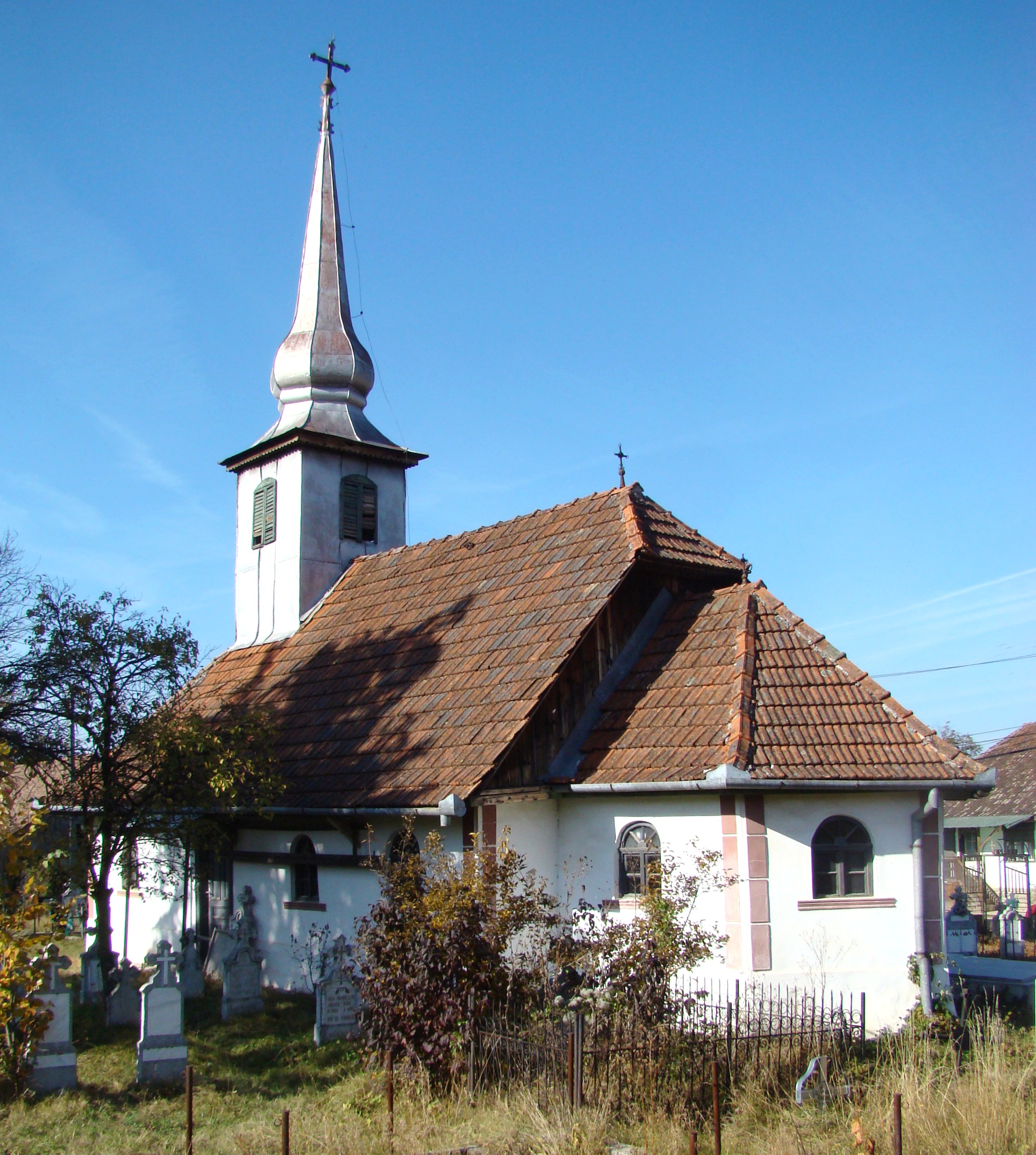
Holzkirche in Gurani